# Hochschul-PR
Als Hochschul-PR wird die strategische und zielgerichtete Kommunikation einer Hochschule bezeichnet. Im Hochschulkontext umfasst die heutige Öffentlichkeitsarbeit grundsätzlich alle diejenigen Maßnahmen, die zum einen die internen Beziehungen von Einzelpersonen oder Gruppen untereinander, zum anderen die Beziehungen dieser Öffentlichkeit nach außen gestalten. Allerdings verfolgen die Hochschulen als öffentliche Institutionen mit ihrer Informationspolitik nicht nur ihr ureigenes Interesse, in der Öffentlichkeit wahrgenommen zu werden, sondern unterliegen auch dem staatlichen Auftrag, die Öffentlichkeit über die Erfüllung ihrer Aufgaben zu informieren.
Diese Öffentlichkeitsarbeit (PR) ist Teil der Organisationskommunikation, welche alle Formen der Kommunikation in und von Organisationen umfasst. Im Gegensatz zu Organisationen mit Gewinnerzielung sind Hochschulen aber so genannte Bedarfswirtschaften. Anders als bei den Erwerbswirtschaften besteht der Zweck der Bedarfswirtschaften (auch Non-Profit-Organisationen genannt) in der Bedarfsdeckung selbst. Eine Gewinnerzielung ist zwar auch hier durchaus zulässig, allerdings nur von sekundärer Bedeutung.:6
Mit dem Modernisierungsdruck moderner Einrichtungen müssen aber nun inzwischen auch die Hochschulen ihren Beitrag zur Gesellschaft legitimieren und sind deshalb zusehends auf eine ihnen gegenüber positiv eingestellte Öffentlichkeit angewiesen.

## Aufgaben der Hochschul-PR
Die Aufgaben der Hochschul-PR liegen sowohl darin, das öffentliche Bild von Hochschulen zu verbessern, wie auch das Vertrauen von Bürgern zu gewinnen.
Demnach ist eine wesentliche Aufgabe der Hochschul-PR die Manipulation der Zielgruppen über die Medien. Dabei sind die Medien immanente Gestalter der manipulativen Öffentlichkeit und selbstverständlich selbst Teil derselben. Es lässt sich auch sagen, dass die Aufgabe der Öffentlichkeitsarbeit für Hochschulen zumeist noch an der Pressestelle angesiedelt ist.

## Ziele von Hochschul-PR
Hochschulen verfolgen als öffentliche Institutionen nicht nur ihr eigenes Interesse, in der Öffentlichkeit wahrgenommen zu werden, sondern unterliegen auch dem staatlichen Auftrag, die Öffentlichkeit über die Erfüllung ihrer Aufgaben zu Informieren.:31
Es herrscht somit eine Art Rechtfertigung der Hochschulen für die ihnen zur Verfügung gestellten finanziellen Aufwendungen aus Steuermittel, mit zwei Aufgabenfelder: zum einen die Notwendigkeit, in der Öffentlichkeit ein Vertrauen erweckendes Image zu schaffen, zum anderen die Notwendigkeit, auf diesem Wege die Nachfrage nach universitären Leistungen zu erweitern.:171
Demnach genügt es für eine gute Presse- und Öffentlichkeitsarbeit den Hochschulen nicht, lediglich Informationen in Form der „Hofberichterstattung“ bereitzustellen, sondern es kommt vielmehr auch darauf an, über verschiedene Instrumente ein positives Image zu schaffen und die Hochschule bei ihren Zielgruppen bekannt und interessant zu machen.:32
Ziele können Medienpräsenz, Imagebildung / Positionierung und Vertrauensbildung bei den Zielgruppen sein. Konkrete Zielsetzungen sind zum Beispiel, dass sich viele und begabte Studierende einschreiben, dass die Hochschule auch unter Professoren weiterempfohlen wird, dass die Nachfrage nach einem Technologietransfer aus der Hochschule vergrößert und das Sponsoringaufkommen aus der Industrie und Wirtschaft zunimmt, oder dass der Staat die Grundsicherung der Hochschulen „versichert“.

## Zielgruppen der Hochschul-PR
Die Zielgruppen der Hochschul-PR lassen sich in vier Segmente unterteilen, nämlich in das regionale, das unterstützende und in das politisch-administrative Umfeld, sowie in das Segment des Marktfeldes.
Das Marktfeld umfasst potenzielle und aktuelle Nachfrager, Verwender und Auftraggeber von Ausbildungs- und Forschungsleistungen. Hieraus lassen sich die Zielgruppen potenzielle Studierende, Eltern, Lehrer, Absolventen, Berufsberater, Arbeitgeber, Auftraggeber und Abnehmer von Forschungsleistungen, sowie sonstigen Dienstleistungen ableiten.
Dem politisch-administrativen Umfeld ordnet sie die Institutionen und Personen auf internationaler, regionaler sowie auf Landes- und Bundesebene zu. Diese stehen in vielfältigen Beziehungen zur Hochschule und können teilweise auch zu den Zielgruppen der Presse- und Öffentlichkeitsarbeit gezählt werden, nicht zuletzt, da die Hochschulen auf staatliche Stellen angewiesen sind und daher an der Pflege und Entwicklung der Beziehungen zu diesen Stellen interessiert sein müssen.
Zum unterstützenden Umfeld zählen Spender und Förderer, wobei besonders ehemalige Studierende (Alumni) der Hochschule als Spender in Betracht kommen.
In das regionale Umfeld werden sowohl die Bevölkerung von Stadt und Region als auch die Unternehmen der Region einbezogen. Im Mittelpunkt der dargestellten Segmente befindet sich die Hochschule mit den Studenten und dem wissenschaftlichen Personal.

## Formen von Hochschul-PR
Instrumente für die Presse- und Öffentlichkeitsarbeit sind grundsätzlich dieselben wie bei Unternehmen, ergänzt um spezifische Tools der Hochschulkommunikation. Es folgt eine Liste möglicher Kommunikationsinstrumente der Hochschul-PR:
- Vorträge, Diskussionen, Tagungen, Kongresse
- Ausstellungen und Wissenschaftsmessen
- Tag der offenen Tür
- Pressekonferenzen
- Informationseinrichtungen
- Publikationen der Hochschule, Hochschulzeitung, Vorlesungsverzeichnis, Forschungsverzeichnis / Forschungsbericht, Jahresbericht / Jahrbücher / Rechenschaftsberichte, Pressespiegel, Veranstaltungskalender, Terminkalender
- Publikationen aus aktuellem Anlass
- Flugblätter
- Pressemitteilungen
- Amtliche Mitteilungen
- Jubiläumsschriften
- Publikationen ohne aktuellen Anlass
- Studienführer
- Schülerinformationen
- Selbstdarstellung des Gesamtsystems[4]

Ein in den vergangenen Jahren immer wichtiger gewordenes Instrument der Hochschulkommunikation stellt das Internet mit seinen Möglichkeiten des interaktiven Dialoges dar. Diese Interaktivität wird vor allem auf den sozialen Medien (unter anderem Facebook, Twitter und Instagram) angeboten. Ein sehr großes Potential haben diese sozialen Medien, da sie dem Informationsverhalten der Zielgruppe der Studierenden und potenziellen Studierenden genau entgegenkommt.